# Florent Albrecht

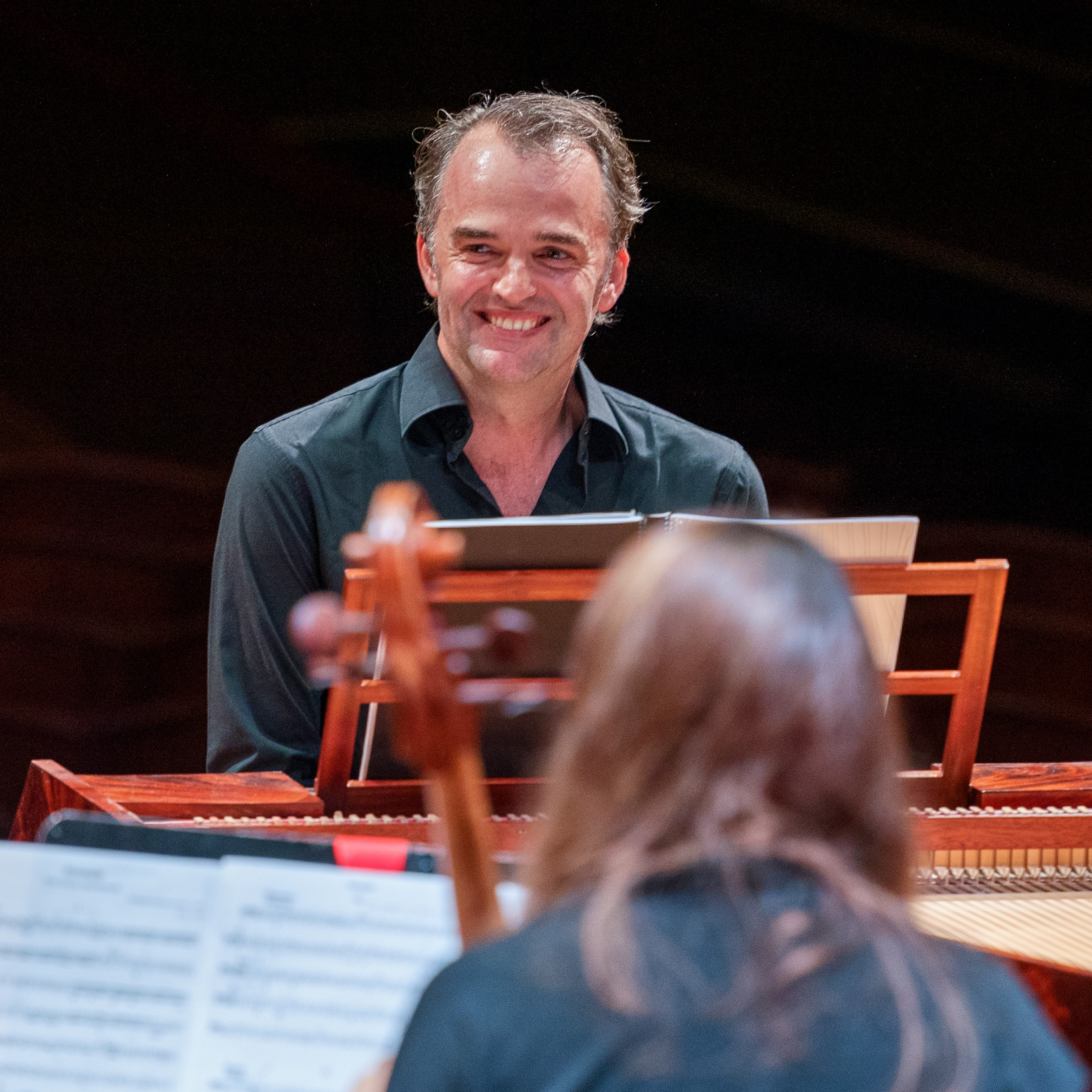
Florent Albrecht - Victoria Hall - juin 2021

Florent Albrecht, né le 21 octobre 1975 à Metz, est un pianofortiste et chef d’orchestre[réf. nécessaire] français.

## Biographie
Originaire de Metz, il apprend le violon et l'alto au conservatoire de sa ville. Il poursuit ses études musicales en piano au Conservatoire de Strasbourg, dans la classe de Laurent Cabasso,.
Il est titulaire d'une thèse en Littérature et civilisation française soutenue à La Sorbonne (Université Paris 4) en 2009, sous la direction du Professeur Antoine Compagnon. Il est aussi diplômé en économie et en gestion et fait une première carrière dans le marketing de luxe.   
Il entre tardivement, peu avant ses 40 ans, à la Haute École de Musique de Genève, qui, à l’instar des grandes universités américaines, ne met pas de limite d’âge dans ses procédures d’admission,. Il intègre la classe de pianoforte de Pierre Goy en 2016 et sort major de la HEM en 2018. Au cours de ces études,[réf. nécessaire] il apprend le clavecin avec Kenneth Weiss, et bénéficie de l’enseignement de Pierre-Alain Clerc en rhétorique musicale.  
Marqué par ses rencontres avec des musiciens comme Paul Badura Skoda, Anner Bylsma ou Malcolm Bilson, il voit dans sa démarche de musicien historiquement informé l’occasion d’étudier et de confronter les sources, les manuscrits, les traditions et interprétations dans un souci de questionnement de l’œuvre musicale.

## Carrière

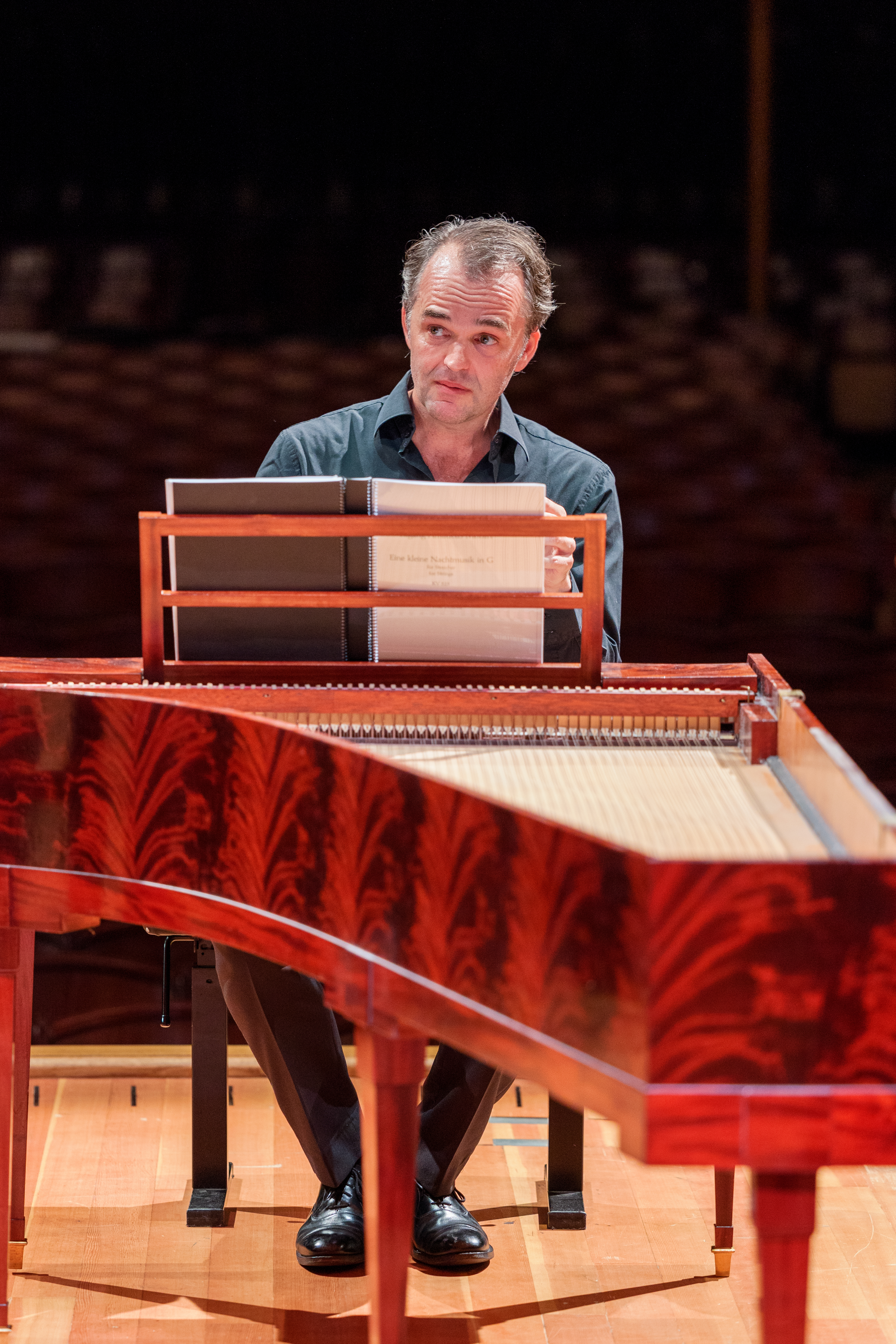
Florent Albrecht - Victoria Hall - juin 2021

Il s’est déjà produit à Paris à la Philharmonie, à l’Opéra National, au Grand auditorium de Radio France, au Théâtre des Bouffes du Nord mais aussi à l’Auditorium nacional de Madrid, à la Philharmonie de Munich, au Victoria Hall de Genève. Il a été l’invité de l’Orchestre National de France, du Festival Chopin de Nohant. 
Florent Albrecht s’est produit sous la direction de Chiara Banchini, Vaclav Luks ou Alexis Kossenko, et ses partenaires sont autant des chanteurs lyriques de premier plan que des solistes chevronnés : Giuliano Carmignola, Jean-Marc Phillips-Varjabédian, Sophie Kartäuser, Amandine Beyer, Anna Reinhold, Christophe Coin, Jodie Devos  etc.
Il fonde en 2020 L’Ensemble de L’Encyclopédie, à Genève, dont il est le directeur. Cet ensemble se consacre au répertoire des années 1750 à 1830 (musique de chambre, musique sacrée, lyrique, symphonique et concertante) sur des instruments d'époque, avec des recherches historiques pour rendre les interprétations les plus fidèles possibles,. L’ensemble s’est produit lors de plusieurs événements à Genève, dont au Victoria Hall, au Studio Ernest-Ansermet de la RTS, aux Concerts d'été de Saint-Germain et au Festival Agapé et a été invité par la Ville de Paris à se produire dans son festival du Parc Floral en août 2023; l’ensemble s’installe également à Paris dans la foulée.

## Discographie
En octobre 2021 sort son premier album consacré aux Nocturnes de John Field, publié aux Éditions Hortus. Après un travail très documenté sur les sources, cet enregistrement sur un pianoforte original de 1826 Carlo de Meglio apporte un nouvel éclairage sur le compositeur irlandais, notamment en remettant en question l’édition « Liszt » de référence - la seule existante, mais aussi en proposant une interprétation construite sur une étude scrupuleuse des premières éditions. Enfin, son enregistrement propose un Nocturne inédit découvert par le musicien à la Bibliothèque de Saint-Pétersbourg.
A l'automne 2024 paraît toujours aux Éditions Hortus un récital sur pianoforte portant sur les Fantaisies de Wolfgang Amadeus Mozart, dont une inédite, reconstruite par l'artiste à partir d'esquisses manuscrites. L'enregistrement a été effectué sur un instrument original de 1780/90 appartenant à l'origine à l'Abbé de Vermond, secrétaire puis précepteur de Marie-Antoinette en Autriche puis à Versailles; sans nul doute la reine autrichienne se sera-t-elle entraînée sur ce pianoforte. Également sur ce CD, une transcription inédite au disque de la Fantaisie Kv 608 pour horloge mécanique; réalisée par le contemporain de Mozart l'italien Muzio Clementi, pianiste virtuose et compositeur très célébré en son temps, cette pièce très difficile techniquement est caractéristique des "jeux" musicaux de l'époque.

### Ouvrages sur la musique
- Festivals de musique de chambre en France, Dynamiques et enjeux contemporains, Paris, L’Harmattan, 2003[8].
- Ut musica poesis : modèle musical et enjeux poétiques de Baudelaire à Mallarmé (1857-1897), Paris, Champion, 2012[9].

### Articles sur la musique
- Claudio  Monteverdi, génie à la perle, Revue Étvdes, novembre 2017[10]
- Interpréter au pianoforte Six Moments musicaux D. 780 de Franz Schubert, Editions HEM, Genève, janvier 2017
- Nikolaus Harnoncourt le pionnier, Revue Étvdes, juillet 2016
- L’art  d’interpréter Chopin, Revue Étvdes, mars 2016
- Éléments de réflexion pour l’évaluation d’une interprétation pianistique aujourd’hui, Pianos et Pianistes, Actes, Observatoire musical de Paris, Université de Paris-IV Sorbonne, avril 2007[11]
- Piano & Exécution : le Miroir des Limbes ?, L’Imaginaire musical entre interprétation et création, Actes, Université Paris IV-Sorbonne,  Paris, L’Harmattan, juin 2006[12]

### Divers
Cadenza du premier mouvement du 25e concerto pour pianoforte et orchestre Kv 503 de Wolfgang Amadeus Mozart
Cadenzas du 20e concerto pour pianoforte et orchestre Kv 466 de Wolfgang Amadeus Mozart